# Coacervat
Coacervat és el nom amb el qual Alexander Oparin i John Burdon Sanderson Haldane van denominar un tipus de protobiont. Oparin i Haldane van demostrar que es formen membranes lipídiques en absència de vida i van obtenir en el curs dels experiments unes gotes riques en molècules biològiques i separades del medi aquós per una membrana rudimentària. Aquestes gotes van ser anomenades coacervats.
Els polímers en solució tendeixen a unir-se en formes més complexes, a un nivell molecular, aquestes substàncies tendeixen a unir-se per mitjà de forces electroestàtiques (positives o negatives) com es dona inici a les primeres gotetes coacervades, cadascuna d'elles consisteix en un grup intern de molècules col·loïdals envoltades per aigua, les quals s'orienten a efecte a les molècules orgàniques (es refereix a proteïnes, carbohidrats i àcids nucleics), així formant un tipus de membrana rudimentària, que té certa selectivitat en efecte a la tensió producte de l'atracció dels polímers i la mateixa naturalesa de l'aigua, així com les mateixes substàncies que comporta, per això com més complexes es fan les gotetes, més selectiu esdevindrà.
En general, els coacervats es formen en grups de solució proteica en aigua; pràcticament poden absorbir tot el que es troba en el seu medi, però no poden afegir a la seva composició altre coacervat, ja que la seva selectivitat se'ls impedeix, ja que una estructura quaternària absorbint a una altra trencaria l'equilibri químic, la goteta absorbeix tota substància orgànica i inclusivament inorgàniques fent la seva selectivitat major per a la continuació de la seva expansió química, però, no tenen cap estructura o model a seguir i el resultat és pràcticament a l'atzar, en si, es pot dir que entre els coacervats hi ha diferències químiques notables.
A mesura que el coacervat es desenvolupa, una estructura tipus membrana es genera sota la capa d'aigua; aquesta nova membrana formada per polímers és molt més selectiva a les molècules a incorporar, aquest procés continua fins que el coacervat es torna estable i no incorpora més elements, o fins que aquest es fa inestable i es trenca, en qualsevol dels casos, en ser compostos orgànics, en un ambient ple per organismes minúsculs un coacervat perdria les seves propietats químiques fàcilment.
Sydney Fox va descobrir que quan es barregen proteinoides amb aigua freda, aquests es reorganitzen i s'autoacoblen en petites gotetes a les quals ell va denominar microesferes, que creixen mitjançant l'absorció de proteinoides del medi fins a fer tan grans i inestables que es trenquen, de qualsevol forma, els productes resultants creen una nova "filla" amb constituents similars a la microesfera original.

## Hipòtesi de la reproducció
Tot i que la major part dels coacervats no es poden reproduir en si, només poden donar lloc a restes de polímers que donen lloc a noves gotetes, però, considerant que aquests són un model altament probable dels primers protobionts i que en l'ambient arcaic de la terra dels mars eren tan vasts i el material orgànic abundava neix aquest mecanisme suggerit per a la replicació dels coacervats:
1. Es forma una molècula organitzada i relativament estable.
2. Amb el temps altres materials que corresponen a la seva conformació a una segona molècula complementària, és a dir una macromolècula que es forma al coacervat enllaçant al mateix i creant una cosa que es pot anomenar com un motlle químic.
3. Aquest motlle se separa del coacervat.
4. A causa de la gran quantitat de compostos orgànics que hi ha al mig, el motlle comença a atreure compostos que pot enllaçar, recreant el coacervat original.
5. El motlle se separa (amb la seva probable destrucció) del coacervat, donant lloc a un "fill".

Aquesta hipòtesi és una base fonamental de la teoria quimiosintètica l'origen de la vida en els primers moments, anteriors als protobionts amb ARN o ADN que es replicaven gràcies a aquestes bases nitrogenades i mitjançant processos més semblants als dels bacteris procariotes.